# 台湾波叶藓
台湾波叶藓（学名：Himantocladium formosicum）为平藓科波叶藓属下的一个种。